# Allium goekyigitii
Allium goekyigitii är en amaryllisväxtart som beskrevs av Ekim, H.Duman och Adil Güner. Allium goekyigitii ingår i släktet lökar, och familjen amaryllisväxter.
Artens utbredningsområde är Turkiet. Inga underarter finns listade i Catalogue of Life.